# Josef A. Schmid
Josef A. Schmid (* 7. Mai 1951 in Ferlach, Österreich) ist ein deutscher Automobilmanager. Er war von 2009 bis 2016 CEO von Mazda Motors Deutschland.
Josef A. Schmid wuchs in Passau auf. Seit 1973 arbeitet Josef Schmid bei Mazda Austria. Anfangs als PR Manager, dann als Marketingleiter, später beim Erschließen der CSEE-Märkte, von 2006 bis 2009 als Geschäftsführer der in Klagenfurt beheimateten, zuletzt auf 15 Märkte gewachsenen Vertriebsregion. Von 2009 bis 2016 war er CEO bei Mazda Motors Deutschland. Unter seiner Leitung gelang es, den Absatz der Marke seit 2012 in Deutschland um mehr als 43 Prozent zu steigern.